# 津田拓也
津田 拓也 (つだ たくや、1985年4月27日 - ) は、和歌山県岩出市出身のオートバイレーサー。同じくロードレースライダーの津田一磨は実弟。

## 経歴
2004年に全日本ロードレース選手権ST600クラスにTSR＆ATTENTIONからホンダ・CBR600RRでデビュー。2006年には第7戦でJSB1000クラスに出場した。2009年に所属チームのチームOSG&モトスポーツがヤマハにマシンをスイッチする。2010年、WestPowerに移籍、スズキのマシンに乗ることとなる。2012年には鈴鹿8時間耐久レースに出場、総合4位に入る。2013年、ヨシムラに移籍しJSB1000クラスにフル参戦する。第4戦の筑波でJSB1000での初優勝を達成、この年のランキングを4位で終えた。また、鈴鹿8時間では総合2位に入る。2014年は優勝は無かったものの表彰台に4度上り、ランキングは3位となった。鈴鹿8時間では前年に続いて総合2位となった。
2015年は開幕戦の鈴鹿で勝利したが、シリーズランキングは4位に終わった。鈴鹿8時間は5位となる。この年津田はスズキのMotoGPのテストライダーも務めた。2016年も優勝は無かったもののシリーズランキング2位となる。鈴鹿8時間では総合3位となった。
2017年、負傷したアレックス・リンスの代役としてスペインGPに出場した。2022年は全日本選手権ST1000クラスにオートレース宇部レーシングチームより参戦。並行して日本GPにワイルドカード参戦した。2023年は同チームよりJSB1000に復帰。2024年に全日本選手権からの「勇退」を発表した。

## 主な戦績

### ロードレース世界選手権

#### レース別
| 年     | クラス | 車両   | チーム                   | 出走回数 | 優勝回数 | 表彰台 | PP | FL | ポイント | ランキング |
| ------ | ------ | ------ | ------------------------ | -------- | -------- | ------ | -- | -- | -------- | ---------- |
| 2017年 | MotoGP | スズキ | チームスズキ・エクスター | 1        | 0        | 0      | 0  | 0  | 0        | 29位       |
| 2022年 | MotoGP | スズキ | チームスズキ・エクスター | 1        | 0        | 0      | 0  | 0  | 0*       | NC*        |
| 合計   |        |        |                          | 2        | 0        | 0      | 0  | 0  | 0        |            |

 * 現在進行中
| 年     | クラス | 車両   | 1   | 2   | 3   | 4      | 5   | 6   | 7   | 8   | 9   | 10  | 11  | 12  | 13  | 14  | 15  | 16      | 17  | 18  | 19  | 20  | 順位 | ポイント |
| ------ | ------ | ------ | --- | --- | --- | ------ | --- | --- | --- | --- | --- | --- | --- | --- | --- | --- | --- | ------- | --- | --- | --- | --- | ---- | -------- |
| 2017年 | MotoGP | スズキ | QAT | ARG | AME | SPA 17 | FRA | ITA | CAT | NED | GER | CZE | AUT | GBR | RSM | ARA | JPN | AUS     | MAL | VAL |     |     | 29位 | 0        |
| 2022年 | MotoGP | スズキ | QAT | INA | ARG | AME    | POR | SPA | FRA | ITA | CAT | GER | NED | GBR | AUT | RSM | ARA | JPN Ret | THA | AUS | MAL | VAL | NC*  | 0*       |

 * 現在進行中

## 参照
1. ↑  “Rins undergoes successful surgery - Tsuda in for Jerez”. MotoGP.com (Dorna Sports) 2017年5月5日閲覧。
2. ↑  “津田拓也が日本ＧＰにワイルドカード参戦”. MotoGP.com (Dorna Sports) 2022年8月29日閲覧。